# Mode, Models und Intrigen
Mode, Models und Intrigen (Originaltitel: Cover Up) war eine Krimiserie des CBS, die vom 22. September 1984 bis zum 6. April 1985 erstmals ausgestrahlt wurde. Es wurde nur eine Staffel produziert. Bekanntheit erlangte die Serie durch den Tod von Jon-Erik Hexum am Set. Die deutsche Erstausstrahlung fand am 13. Juli 1991 auf RTLplus statt.

## Handlung
Das Leben der Modefotografin Danielle Reynolds (Jennifer O’Neill) ändert sich dramatisch, als sie vom Tod ihres Ehemannes erfährt. Es stellt sich heraus, dass er in Wahrheit ein Regierungsagent war. Nach seiner Ermordung heuert sie den Vietnam-Veteranen Mac Harper (Jon-Erik Hexum) an, um herauszufinden wer ihren Mann getötet hat.
In weiterer Folge bietet ihr der frühere Boss ihres Mannes, Henry Towler, an, den Job ihres verstorbenen Mannes zu übernehmen. Danielle arbeitet von nun an offiziell als Fotografin, und Mac als eines ihrer Models, doch in Wahrheit gehen sie Aufträgen in aller Welt nach, bei denen sie in Schwierigkeiten geratene Amerikaner befreien, oder Feinde der USA stoppen.
Nach dem Tod von Jon-Erik Hexum wurde auch die Figur des Mac Harper für tot erklärt und an seine Stelle kam Jack Striker (Antony Hamilton) als neuer Agent ins Team.

## Tod am Set
Am 12. Oktober 1984 hielt sich Jon-Erik Hexum nach wiederholten Verlängerungen der Drehpause im Scherz eine mit Platzpatronen geladene Waffe an die Schläfe und drückte ab. Durch die Dekompression der Patrone schlug deren Einlage ein Stück Knochenmaterial aus seinem Schädel, das in sein Gehirn eindrang. Trotz sofortiger Notoperation wurde Jon-Erik Hexum kurz darauf für hirntot erklärt und am 18. Oktober 1984 von den lebenserhaltenden Geräten getrennt, um seine Organe zu entnehmen.